# Nave fantasma dello stretto di Northumberland

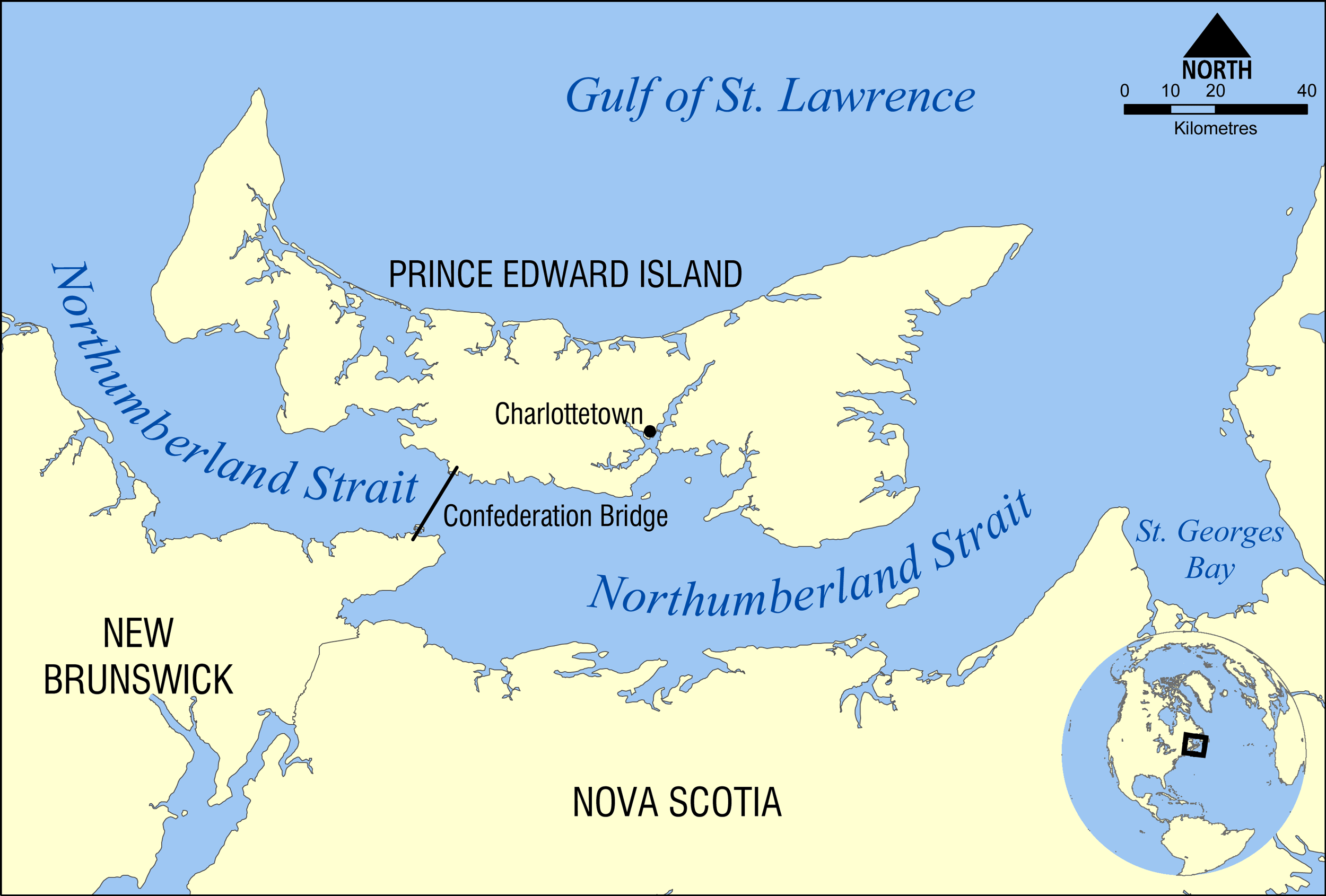
Mappa dello stretto

La nave fantasma dello stretto di Northumberland è una leggenda della cultura canadese, secondo la quale una nave fantasma solca le acque dello Stretto di Northumberland, il tratto di mare che separa l'Isola del Principe Edoardo dalla nuova Scozia.

## Storia
La leggenda risale a 200 anni fa e riguarda una scuna dalle vele bianche che, sotto gli occhi dello spettatore, prendono fuoco spontaneamente. Si dice compaia con il Maestrale e porti con sé la promessa di una tempesta futura.
Si dice che quando un equipaggio di viventi cerchi di soccorrere la nave in fiamme, essa sparisca nel nulla.